# قانون إدوارد كينيدي
قانون إدوارد م. كينيدي لخدمة أمريكا (بالإنجليزية: Edward M. Kennedy Serve America Act)، هو قانون وقّعه الرئيس الأمريكي باراك أوباما في 21 أبريل 2009، يهدف إلى توسيع وتعزيز برامج الخدمة الوطنية، وعلى رأسها برنامج أميريكوربس (AmeriCorps). ويُعتبر هذا القانون أكبر توسّع للخدمة الوطنية منذ إنشاء هذه البرامج، وقد سُمّي تكريمًا للسيناتور تيد كينيدي، أحد أبرز الداعمين للتشريعات المتعلقة بالخدمة العامة.

## خلفية
قُدِّم مشروع القانون في مجلس النواب الأمريكي في 9 مارس 2009 تحت عنوان قانون تنشيط التطوع والتعليم بين الأجيال (Generations Invigorating Volunteerism and Education Act) المعروف اختصارًا بـ GIVE Act، بواسطة النائبة كارولين مكارثي عن ولاية نيويورك. تمت الموافقة على مشروع القانون في مجلس النواب في 18 مارس 2009، ثم أُعيدت تسميته في مجلس الشيوخ إلى "قانون إدوارد م. كينيدي لخدمة أمريكا" تكريمًا للسيناتور كينيدي، الذي كان يكافح سرطان الدماغ في ذلك الوقت. صوّت مجلس الشيوخ على النسخة المعدلة في 26 مارس 2009، وصادق مجلس النواب على الصيغة النهائية في 31 مارس 2009. ووقع الرئيس باراك أوباما القانون في احتفال رسمي في 21 أبريل 2009.

## محتوى القانون

### التوسع في برامج أميريكوربس
ينص القانون على زيادة عدد المشاركين في برنامج أميريكوربس من 75,000 إلى 250,000 متطوع سنويًا بحلول عام 2017. ويمنح المشاركون منحًا دراسية تعادل منحة بيل (Pell Grant) كمكافأة على خدمتهم.

### برامج جديدة للخدمة
يتضمن القانون إنشاء برامج جديدة ضمن أميريكوربس، منها:
- برنامج أميريكوربس للفرص (AmeriCorps Opportunity Corps) للتركيز على الحد من الفقر.

- برنامج أميريكوربس للصحة والتعليم لدعم المجتمعات في مجالات الصحة والتعليم.

- برنامج التحدي الأخضر (Green Corps) لتشجيع المشاريع البيئية.

- فيلق تعليم الخدمة الوطنية (National Service-Learning Corps) لدمج الخدمة في المناهج التعليمية.

### الدعم لكبار السن والقطاع الخاص
يشجع القانون مشاركة كبار السن من خلال تخفيف متطلبات الخدمة التطوعية للمتقاعدين. كما يسمح بإشراك القطاع الخاص والمنظمات غير الربحية بشكل موسع، ويتيح توفير حوافز ضريبية للكيانات التي تدعم المتطوعين.

### إنشاء مجلس السياسة الوطنية للخدمة والابتكار
ينشئ القانون مجلسًا جديدًا تابعًا للحكومة يُدعى مجلس السياسة الوطنية للخدمة والابتكار (National Service and Innovation Policy Council)، يضم أعضاء من وكالات فيدرالية مختلفة للإشراف على تكامل برامج الخدمة.

## ردود الفعل
حظي القانون بدعم واسع من الحزبين في الكونغرس، حيث صوّت له غالبية الديمقراطيين وعدد كبير من الجمهوريين. وقد أشاد به عدد من منظمات المجتمع المدني والقيادات التربوية باعتباره نقلة نوعية في تعزيز ثقافة التطوع والخدمة في المجتمع الأمريكي. بالمقابل، أعرب بعض المحافظين عن مخاوف من أن يؤدي القانون إلى بيروقراطية مفرطة أو إلى تضييق على المبادرات الخاصة.